# Argo (Oceanografía)

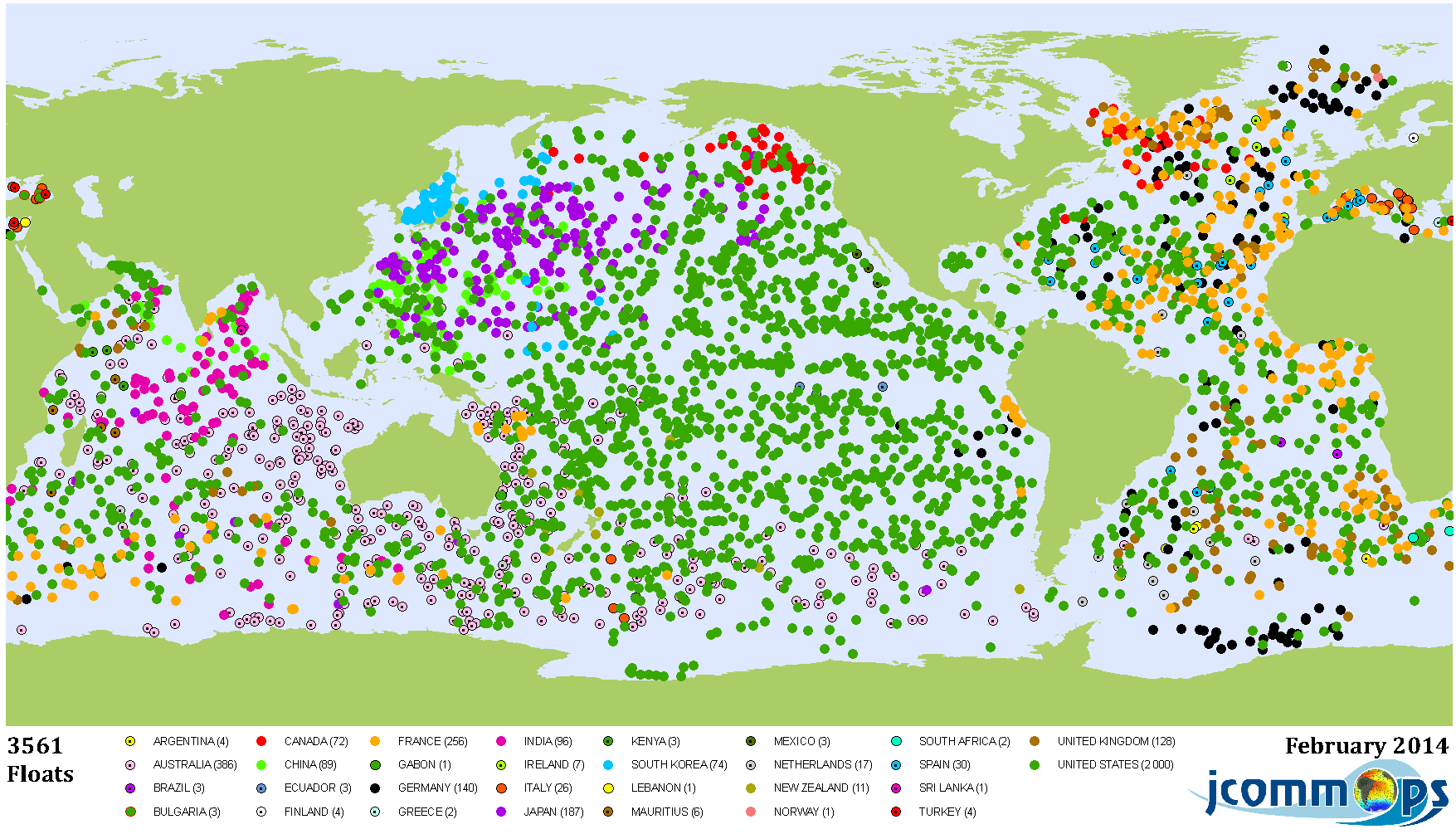
Imagen del sistema de sondas.

Argo es un sistema de observación de los océanos de la Tierra que proporciona datos en tiempo real para su uso en el clima, investigación oceanográfica y pesca. Argo se compone de una gran colección de pequeñas sondas robóticas desplegadas en todo el mundo. Las sondas flotan a una profundidad de 2 km. Una vez cada 10 días, las sondas presentan el estado del tiempo, la salinidad, la densidad y las mareas oceánicas entre otras. Los datos se transmiten a los científicos en tierra vía satélite. Los datos recogidos son de libre acceso para todos, sin restricciones. El objetivo inicial del proyecto era implementar las sondas en el mar.
El programa Argo es una colaboración entre 50 agencias de investigación y operacionales de 26 países, con Estados Unidos que aportan más de la mitad de la financiación total. Argo es una parte del Sistema Integrado de Observación de los Océanos.